# Isabelle Sadoyan
Isabelle Sadoyan est une actrice française, d'origine arménienne, née le 12 mai 1928 à Lyon (France) et morte le 10 juillet 2017 à Saint-Didier-au-Mont-d'Or.

## Biographie
Après une formation de couturière et des études au Conservatoire de Lyon, Isabelle Sadoyan rencontre Roger Planchon au cours d'un stage organisé par l'éducation populaire à l'été 1948. Avec lui et quelques comédiens lyonnais dont Jean Bouise, Julia Dancourt, Aimé Deviègue, Colette Dompiétrini, Robert Gilbert (qui deviendra administrateur), Claude Lochy, René Morard, et Alain Mottet, Roger Planchon crée le Théâtre de la Comédie, rue des Marronniers à Lyon. Elle poursuit l'aventure quand le Théâtre de la Comédie s'installe à Villeurbanne sous le nom de Théâtre de la Cité, avant de prendre l'appellation du TNP (Théâtre national populaire) lors de l’arrivée de Patrice Chéreau en 1972.
Isabelle Sadoyan quitte la troupe de Roger Planchon en 1976 et s’installe à Paris où elle poursuit une carrière de comédienne de théâtre tout en se consacrant au cinéma et à la télévision.
En 2010, elle est nommée au Molière de la comédienne dans un second rôle pour Les Fausses Confidences, mise en scène par Didier Bezace.

### Vie privée
Son mari était le comédien Jean Bouise.
Elle est inhumée au cimetière de Saint-Hilaire-de-Brens auprès de son mari.

## Filmographie

### Cinéma

#### Longs métrages
- 1969 : Les Choses de la vie de Claude Sautet
- 1970 : L'Alliance de Christian de Chalonge
- 1970 : Les Camisards de René Allio
- 1975 : Monsieur Klein de Joseph Losey
- 1977 : Cet obscur objet du désir de Luis Buñuel
- 1978 : L'Adolescente de Jeanne Moreau
- 1980 : La Banquière de Francis Girod
- 1980 : L'Homme fragile de Claire Clouzot
- 1981 : La Passante du Sans-Souci de Jacques Rouffio
- 1981 : Le Retour de Martin Guerre de Daniel Vigne
- 1981 : Itinéraire bis de Christian Drillaud
- 1982 : Les Fantômes du chapelier de Claude Chabrol
- 1983 : La Bête noire de Patrick Chaput
- 1983 : L'Air du crime d'Alain Klarer
- 1984 : Partir, revenir de Claude Lelouch
- 1984 : Subway de Luc Besson
- 1985 : Tristesse et Beauté de Joy Fleury
- 1985 : Un homme et une femme : vingt ans déjà de Claude Lelouch
- 1985 : Flagrant Désir de Claude Faraldo
- 1986 : Soigne ta droite de Jean-Luc Godard
- 1987 : Châteauroux district de Philippe Charigot : Manou
- 1987 : Embrasse-moi de Michèle Rosier
- 1988 : Après la guerre de Jean-Loup Hubert
- 1988 : La Couleur du vent de Pierre Granier-Deferre
- 1991 : Venins (In the Eye of the Snake) de Max Reid
- 1991 : Mayrig d'Henri Verneuil
- 1991 : 588, rue Paradis d'Henri Verneuil
- 1992 : Trois couleurs : Bleu de Krzysztof Kieslowski
- 1993 : Le Petit Garçon de Pierre Granier-Deferre
- 1993 : Péché véniel... péché mortel... de Pomme Meffre
- 1994 : L'Appât de Bertrand Tavernier
- 1994 : Carences de David Rozenberg
- 1995 : Les Misérables de Claude Lelouch
- 1996 : La Sicilia de Luc Pien
- 1996 : Le Huitième Jour de Jaco van Dormael
- 1998 : Les Enfants du marais de Jean Becker
- 2000 : Origine contrôlée de Zakia Bouchaala et Ahmed Bouchaala
- 2002 : Aram de Robert Kéchichian
- 2004 : Les Murs porteurs de Cyril Gelblat
- 2005 : Le Passager de l'été de Florence Moncorgé-Gabin
- 2006 : Didine de Vincent Dietschy
- 2007 : L'Heure d'été d'Olivier Assayas
- 2010 : Des filles en noir de Jean-Paul Civeyrac
- 2011 : Un baiser papillon de Karine Silla-Pérez
- 2012 : Thérèse Desqueyroux de Claude Miller
- 2015 : Coup de chaud de Raphaël Jacoulot
- 2016 : Médecin de campagne de Thomas Lilti
- 2016 : Les Fantômes d'Ismaël d'Arnaud Desplechin
- 2017 : Une aventure théâtrale de Daniel Cling
- 2018 : Le Doudou de Julien Hervé et Philippe Mechelen (tourné en 2017)

#### Courts métrages
- 1974 : Le Beau Samedi de Renaud Walter
- 1982 : L'Enfance déshéritée de Patrick Chaput
- 1983 : Esther de Jacqueline Gozland
- 1983 : Puce de Xavier Saint-Macary
- 1985 : Sans odeur de Yann Legargeant

### Télévision
- 1970 : Le chien qui a vu Dieu de Paul Paviot
- 1974 : Un jeune homme seul de Jean Mailland
- 1974 : Madame Bovary de Pierre Cardinal
- 1979 : Médecins de nuit de Pierre Lary, épisode : Henri Gillot, retraité (série télévisée)
- 1980 : Aéroport : Charter 2020 de Pierre Lary
- 1982 : Mérette de Jean-Jacques Lagrange
- 1982 : Incertain Léo ou l'Amour flou de Michel Favart
- 1993 : Point d'orgue de Paul Vecchiali
- 1993 : Une femme sous tension d'Agnès Delarive
- 1995 : Le Malingot de Michel Sibra
- 1996 : Docteur Sylvestre : Le Choix d'une vie de Dominique Tabuteau
- 1996 : Le Goût des fraises de Frank Cassenti
- 1999 : Justice : Blessure d'enfance de Gérard Marx
- 2006 : Louis la Brocante : Louis, Lola et le crocodile de Michel Favart
- 2006 : Aller-retour dans la journée de Pierre Sisser
- 2008 : Elles et Moi de Bernard Stora
- 2009 : L'Affaire Salengro d'Yves Boisset
- 2010 : Les Châtaigniers du désert de Caroline Huppert
- 2010 : Les Fausses Confidences de Marivaux, mise en scène Didier Bezace, Théâtre de la Commune, captation, réalisation Don Kent
- 2014 : La Clef des champs de Bertrand Van Effenterre
- 2015 : Up & Down d'Ernesto Onà
- 2015 : Les Revenants (saison 2)
- 2016 : Un village français (saison 7) la grand-mère de Geneviève et du milicien Alban.

## Théâtre

### Comédienne
- 1950 : Bottines et collets montés d'après Eugène Labiche et Georges Courteline, mise en scène Roger Planchon, Théâtre de la Comédie de Lyon
- 1950 : Faust Hamlet d'après Thomas Kyd et Christopher Marlowe, mise en scène Roger Planchon, Théâtre de la Comédie de Lyon
- 1951 : La Nuit des rois de William Shakespeare, mise en scène Roger Planchon, Théâtre de la Comédie de Lyon
- 1952 : La vie est un songe de Pedro Calderón de la Barca, mise en scène Roger Planchon, Théâtre de la Comédie de Lyon
- 1952 : Claire de René Char, mise en scène Roger Planchon, Théâtre de la Comédie de Lyon
- 1953 : Les Aventures de Rocambole de Lucien Dabril, mise en scène Roger Planchon, Théâtre de la Comédie de Lyon
- 1953 : Le Professeur Taranne et Le Sens de la marche d'Arthur Adamov, mise en scène Roger Planchon, Théâtre de la Comédie de Lyon
- 1953 : Liliom de Ferenc Molnár, mise en scène Roger Planchon, Théâtre de la Comédie de Lyon
- 1954 : La Bonne Âme du Se-Tchouan de Bertolt Brecht, mise en scène Roger Planchon, Festival de Lyon, Théâtre de la Comédie de Lyon
- 1954 : La Cruche cassée d'Heinrich von Kleist, mise en scène Roger Planchon, Théâtre de la Comédie de Lyon
- 1954 : Édouard II de Christopher Marlowe, mise en scène Roger Planchon, Festival de Lyon, Théâtre de la Comédie de Lyon
- 1955 : Amédée ou Comment s'en débarrasser d'Eugène Ionesco, mise en scène Roger Planchon, Théâtre de la Comédie de Lyon
- 1955 : Victor ou les enfants au pouvoir de Roger Vitrac, mise en scène Roger Planchon, Théâtre de la Comédie de Lyon
- 1956 : Aujourd'hui ou Les Coréens de Michel Vinaver, mise en scène Roger Planchon, Théâtre de la Comédie de Lyon
- 1957 : Paolo Paoli d'Arthur Adamov, mise en scène Roger Planchon, Théâtre de la Comédie de Lyon
- 1958 : Paolo Paoli d'Arthur Adamov, mise en scène Roger Planchon, Théâtre du Vieux-Colombier
- 1958 : George Dandin de Molière, mise en scène Roger Planchon, Théâtre de la Cité de Villeurbanne
- 1958 : La Bonne Âme du Se-Tchouan de Bertolt Brecht, mise en scène Roger Planchon, Théâtre de la Cité de Villeurbanne
- 1959 : Falstaff de William Shakespeare, mise en scène Roger Planchon, Théâtre Montparnasse, Théâtre de l'Ambigu
- 1959 : La Seconde Surprise de l'amour de Marivaux, mise en scène Roger Planchon, Théâtre Montparnasse
- 1959 : Les Trois Mousquetaires d'Alexandre Dumas, mise en scène Roger Planchon, Théâtre de l'Ambigu
- 1960 : Les Âmes mortes de Nicolas Gogol, mise en scène Roger Planchon, Théâtre de la Cité de Villeurbanne, Odéon-Théâtre de France
- 1960 : Les Trois Mousquetaires d'Alexandre Dumas, mise en scène Roger Planchon, Festival de Baalbeck, Festival d'Édimbourg
- 1960 : La Seconde Surprise de l'amour de Marivaux, mise en scène Roger Planchon, Théâtre de la Cité de Villeurbanne
- 1961 : Les Trois Mousquetaires d'Alexandre Dumas, mise en scène Roger Planchon, Festival de Vienne
- 1961 : George Dandin de Molière, mise en scène Roger Planchon, Théâtre de la Cité de Villeurbanne, Théâtre des Champs-Élysées
- 1961 : Schweik dans la Seconde Guerre mondiale de Bertolt Brecht, mise en scène Roger Planchon, Théâtre de la Cité de Villeurbanne, Théâtre des Champs-Élysées
- 1962 : Schweik dans la Seconde Guerre mondiale de Bertolt Brecht, mise en scène Roger Planchon, Théâtre de la Cité de Villeurbanne
- 1962 : La Vie imaginaire de l'éboueur Auguste Geai d'Armand Gatti, mise en scène Jacques Rosner, Théâtre de la Cité de Villeurbanne
- 1962 : La Remise de Roger Planchon, mise en scène de l'auteur, Théâtre de la Cité de Villeurbanne
- 1962 : Tartuffe de Molière, mise en scène Roger Planchon, Théâtre de la Cité de Villeurbanne
- 1963 : O m'man Chicago..., mise en scène Roger Planchon, Théâtre de la Cité de Villeurbanne
- 1963 : George Dandin de Molière, mise en scène Roger Planchon, Théâtre de la Cité de Villeurbanne
- 1963 : Les Trois Mousquetaires d'Alexandre Dumas, mise en scène Roger Planchon, Moscou, Théâtre de la Cité de Villeurbanne
- 1964 : Troïlus et Cressida de William Shakespeare, mise en scène Roger Planchon, Odéon-Théâtre de France
- 1964 : La Remise de Roger Planchon, mise en scène de l'auteur, Odéon-Théâtre de France
- 1964 : La Vie imaginaire de l'éboueur Auguste Geai d'Armand Gatti, mise en scène Jacques Rosner, Odéon-Théâtre de France
- 1964 : Schweik dans la Seconde Guerre mondiale de Bertolt Brecht, mise en scène Roger Planchon, Théâtre de la Cité de Villeurbanne
- 1965 : Patte blanche de Roger Planchon, mise en scène Jacques Rosner, Théâtre de la Cité de Villeurbanne
- 1966 : George Dandin de Molière, mise en scène Roger Planchon, Festival d'Avignon, tournée
- 1967 : Bleus, blancs, rouges ou les libertins de Roger Planchon, mise en scène de l'auteur, Théâtre de la Cité de Villeurbanne, Festival d'Avignon
- 1967 : Tartuffe de Molière, mise en scène Roger Planchon, Festival d'Avignon
- 1969 : La Contestation et la mise en pièces de la plus illustre des tragédies françaises "Le Cid" de Pierre Corneille, mise en scène Roger Planchon, Théâtre de la Cité de Villeurbanne
- 1972 : Le Massacre à Paris de Christopher Marlowe, mise en scène Patrice Chéreau, TNP Villeurbanne
- 1972 : La Langue au chat de Roger Planchon, mise en scène de l'auteur et Gilles Chavassieux, Théâtre du Gymnase, Maison de la Culture de Reims, TNP Villeurbanne, Théâtre de Nice
- 1973 : Toller de Tankred Dorst, mise en scène Patrice Chéreau, TNP Villeurbanne
- 1973 : Par-dessus bord de Michel Vinaver, mise en scène Roger Planchon, TNP Villeurbanne
- 1973 : Le Cochon noir de Roger Planchon, mise en scène de l'auteur, TNP Villeurbanne
- 1974 : Toller de Tankred Dorst, mise en scène Patrice Chéreau, Théâtre national de l'Odéon
- 1974 : Par-dessus bord de Michel Vinaver, mise en scène Roger Planchon, Théâtre national de l'Odéon
- 1974 : Folies bourgeoises de Roger Planchon, mise en scène de l'auteur, Comédie de Saint-Étienne
- 1975 : A.A. Les Théâtres d'Arthur Adamov, mise en scène Roger Planchon, TNP Villeurbanne
- 1976 : Folies bourgeoises de Roger Planchon, mise en scène de l'auteur, Théâtre de la Porte-Saint-Martin
- 1976 : Le Tartuffe de Molière, mise en scène Roger Planchon, Maison de la culture de Nanterre
- 1977 : Péricles, prince de Tyr de William Shakespeare, mise en scène Roger Planchon, TNP Villeurbanne
- 1978 : Péricles, prince de Tyr de William Shakespeare, mise en scène Roger Planchon, Maison de la culture de Nanterre
- 1979 : Les Fausses Confidences de Marivaux, mise en scène Jacques Lassalle, Théâtre Gérard Philipe
- 1980 : À cinquante ans elle découvrait la mer de Denise Chalem, mise en scène Gabriel Garran, Petit Odéon
- 1981 : L'Été dernier à Tchoulimsk d'Alexandre Vampilov, mise en scène collective Jean Bouise, Colette Dompietrini, Claude Lochy, Isabelle Sadoyan, Philippe Léotard, TNP Villeurbanne
- 1984 : À cinquante ans, elle découvrait la mer de Denise Chalem, mise en scène Gabriel Garran, Théâtre de la Commune, et 1985 : Studio des Champs-Élysées
- 1988 : Tir et Lir de Marie Redonnet, mise en scène Alain Françon, Théâtre national de la Colline, Festival d'Avignon
- 1990 : Le Chant du départ d'Ivane Daoudi, mise en scène Jean-Pierre Vincent, Théâtre de la Ville
- 1992 : État des lieux de Jean-Yves Picq, mise en scène de l'auteur, lecture Festival d'Avignon
- 1992 : Femmes devant un paysage fluvial d'après Heinrich Böll, Théâtre Daniel Sorano Toulouse
- 1996 : Ariane et Barbe-bleue ou la délivrance inutile de Maurice Maeterlinck, mise en scène Jacques Bioulès, Théâtre des Treize Vents
- 1996 : Slaves de Tony Kushner, mise en scène Jorge Lavelli, Théâtre national de la Colline
- 1997 : Le Récit de Colometa d'après La Place du diamant de Mercè Rodoreda, mise en scène Kristian Fredric
- 1997 : Le Bonnet du fou de Luigi Pirandello, mise en scène Laurent Terzieff, Théâtre de l'Athénée-Louis-Jouvet et 1998, Théâtre de l'Atelier
- 1998 : Savannah Bay de Marguerite Duras, mise en scène Catherine Sermet, Théâtre de l'Iris Villeurbanne
- 2001 : Gouaches de Jacques Serena, mise en scène Joël Jouanneau, Théâtre Ouvert
- 2001 : Oncle Vania d’Anton Tchekhov, mise en scène Charles Tordjman, Théâtre de la Manufacture
- 2001 : La Lista Completa de Jorge Goldenberg, mise en scène Albert-Clarence Simond, Théâtre du Rond-Point, Cie Albert Simond
- 2006 : Père d'August Strindberg, mise en scène Christian Schiaretti, Théâtre national de la Colline
- 2006 : Les Géants de la montagne de Pirandello, mise en scène Laurent Laffargue, Théâtre de la Ville
- 2007, 2008, 2009, 2010 : Conversations avec ma mère d'après le film argentin de Santiago Carlos Oves, mise en scène Didier Bezace, Théâtre de la Commune, tournée
- 2008 : Par-dessus bord de Michel Vinaver, mise en scène Christian Schiaretti, TNP Villeurbanne, Théâtre national de la Colline
- 2010 : Les Fausses Confidences de Marivaux, mise en scène Didier Bezace, Théâtre de la Commune, Théâtre des Célestins, MC2, La Criée, tournée
- 2011 : Fin de partie de Samuel Beckett, mise en scène Alain Françon, Théâtre de la Madeleine
- 2011 : Ruy Blas de Victor Hugo, mise en scène Christian Schiaretti, TNP Villeurbanne
- 2012 : Ruy Blas de Victor Hugo, mise en scène Christian Schiaretti, Les Gémeaux
- 2012 : Oncle Vania d'Anton Tchekhov, mise en scène Christian Benedetti, Théâtre-Studio Alfortville
- 2013 : L'Origine du monde de Sébastien Thiéry, mise en scène Jean-Michel Ribes, Théâtre du Rond-Point
- 2015 : Le Retour au désert de Bernard-Marie Koltès, mise en scène Arnaud Meunier, Théâtre de la Ville, tournée scènes nationales
- 2016 : Avant de s'envoler de Florian Zeller, mise en scène Ladislas Chollat, théâtre de l'Œuvre

### Costumière
- 1952 : La vie est un songe de Pedro Calderón de la Barca, mise en scène Roger Planchon, Théâtre de la Comédie de Lyon
- 1952 : Claire de René Char, mise en scène Roger Planchon, Théâtre de la Comédie de Lyon
- 1954 : La Bonne Âme du Se-Tchouan de Bertolt Brecht, mise en scène Roger Planchon, Festival de Lyon, Théâtre de la Comédie de Lyon
- 1955 : Amédée ou Comment s'en débarrasser d'Eugène Ionesco, mise en scène Roger Planchon, Théâtre de la Comédie de Lyon
- 1955 : Victor ou les enfants au pouvoir de Roger Vitrac, mise en scène Roger Planchon, Théâtre de la Comédie de Lyon
- 1956 : Aujourd'hui ou Les Coréens de Michel Vinaver, mise en scène Roger Planchon, Théâtre de la Comédie de Lyon
- 1957 : Paolo Paoli d'Arthur Adamov, mise en scène Roger Planchon, Théâtre de la Comédie de Lyon
- 1958 : George Dandin de Molière, mise en scène Roger Planchon, Théâtre de la Cité de Villeurbanne
- 1959 : Les Trois Mousquetaires d'Alexandre Dumas, mise en scène Roger Planchon, Théâtre de l'Ambigu
- 1968 : Dans le vent de Roger Planchon, mise en scène de l'auteur, Théâtre de la Cité de Villeurbanne
- 1990 : Idoménée de Wolfgang Amadeus Mozart, mise en scène Simone Amouyal, Opéra-Comique
- 1995 : La Mégère apprivoisée de William Shakespeare, mise en scène Gilles Chavassieux, Théâtre Les Ateliers Lyon

## Distinctions

### Décorations
- Chevalière de la Légion d'honneur (décret du 13 juillet 2012[2])
- Officière de l'ordre des Arts et des Lettres (promotion janvier 2005[3])

### Récompenses
- 2010 : nomination au Molière de la comédienne dans un second rôle pour Les Fausses Confidences
- 2014 : Molière de la comédienne dans un second rôle pour L'Origine du monde